# Drvenjak
Drvenjak je selo u Hrvatskoj, u Šibensko-kninskoj županiji. 

## Zemljopisni položaj
Nalazi se 3 km istočno od Mirlović Polja. Zaseok Drvenjak, Doci i Pasci na Svilaji nalaze se na Svilaji, kao i naseljeni lokalitet Klačina s dvije obitelji. Od župne kuće u Kljacima do Drvenjaka u Mirlović Polju cestom se putuje preko osam kilometara.
Zapadno-sjeverozapadno od Drvenjaka su Baljci, jugozapadno su Čavoglave, južno je Crivac, jugoistočno su Pribude, a sjeveroistočno Otišić.

## Promet
Selo je prometno dosta izolirano i do njega vode nerazvrstane ceste. Za lošijih vremenskih prilika potrebna je pomoć gusjeničara radi probijanja puta do sela, koje je tada izolirano.

## Infrastruktura
Još 2011. Drvenjak je bio bez vode iz vodovoda. Na vodovodnu mrežu u ružićkoj općini nisu bila priključena naselja Moseć Gornji, te dio naselja Mirlovićima Polju i Drvenjaku.

## Školstvo
Godine 1985. na Drvenjaku bila je četverogodišnja škola s 13 učenika.